# Vinflunina
La vinflunina (nome commerciale JAVLOR) è un derivato fluorurato di un alcaloide della Vinca, utilizzato come chemioterapico ad azione antimitotica, nella cura del carcinoma avanzato o metastatico dell'urotelio. La vinflunina è stata scoperta da scienziati del centro di ricerca Pierre Fabre in collaborazione con esperti e ricercatori del Centro Nazionale Francese per la Ricerca Scientifica (CNRS).

## Utilizzo
La vinflunina è indicata per il trattamento di pazienti adulti affetti da "carcinoma a cellule transizionali del tratto uroteliale" (un tumore che colpisce la mucosa di rivestimento della vescica e il resto del tratto urinario) di stadio avanzato o metastatico. Il termine "metastatico" indica che il tumore si è diffuso ad altre parti del corpo. La vinflunina è utilizzata se il precedente trattamento con un medicinale antitumorale contenente platino non ha dato esito positivo.
Il medicinale può essere ottenuto soltanto con prescrizione medica.

## Meccanismo d'azione
La vinflunina, appartiene al gruppo di farmaci antitumorali noti come alcaloidi della vinca. Esso si lega a una proteina presente nelle cellule ("tubulina") che è importante nella formazione dello "scheletro" interno che le cellule usano per ricostituirsi quando si dividono.
Aderendo alla tubulina nelle cellule tumorali, la vinflunina blocca la formazione dello scheletro, impedendo la divisione e la proliferazione delle cellule tumorali.

## Effetti collaterali
La terapia a base di vinflunina può causare neutropenia, leucopenia (diminuzione del numero di globuli bianchi), anemia (diminuzione del numero di globulirossi), trombocitopenia (riduzione delle piastrine nel sangue), mancanza di appetito, neuropatia sensoriale periferica (danno a carico dei nervi periferici - ossia esterni al cervello e al midollo spinale, con conseguente riduzione della sensibilità), costipazione, dolori addominali, vomito, nausea, stomatite (infiammazione delle mucose del cavo orale), diarrea, alopecia (perdita di capelli), mialgia (dolori muscolari), astenia (perdita di forze ed energie), reazioni in corrispondenza del sito di iniezione, febbre e perdita di peso. Il farmaco non deve essere usato in persone che potrebbero essere ipersensibili (allergiche) a vinflunina o ad altri alcaloidi della vinca. 